# Darwin Airline
Darwin Airline werkend onder de naam Etihad Regional was een regionale luchtvaartmaatschappij met als thuishaven Lugano, Zwitserland en hubs in Genève, Leipzig, Cambridge, Zürich en Rome.

## Code informatie
- IATA Code: F7
- ICAO Code: DWT

## Geschiedenis

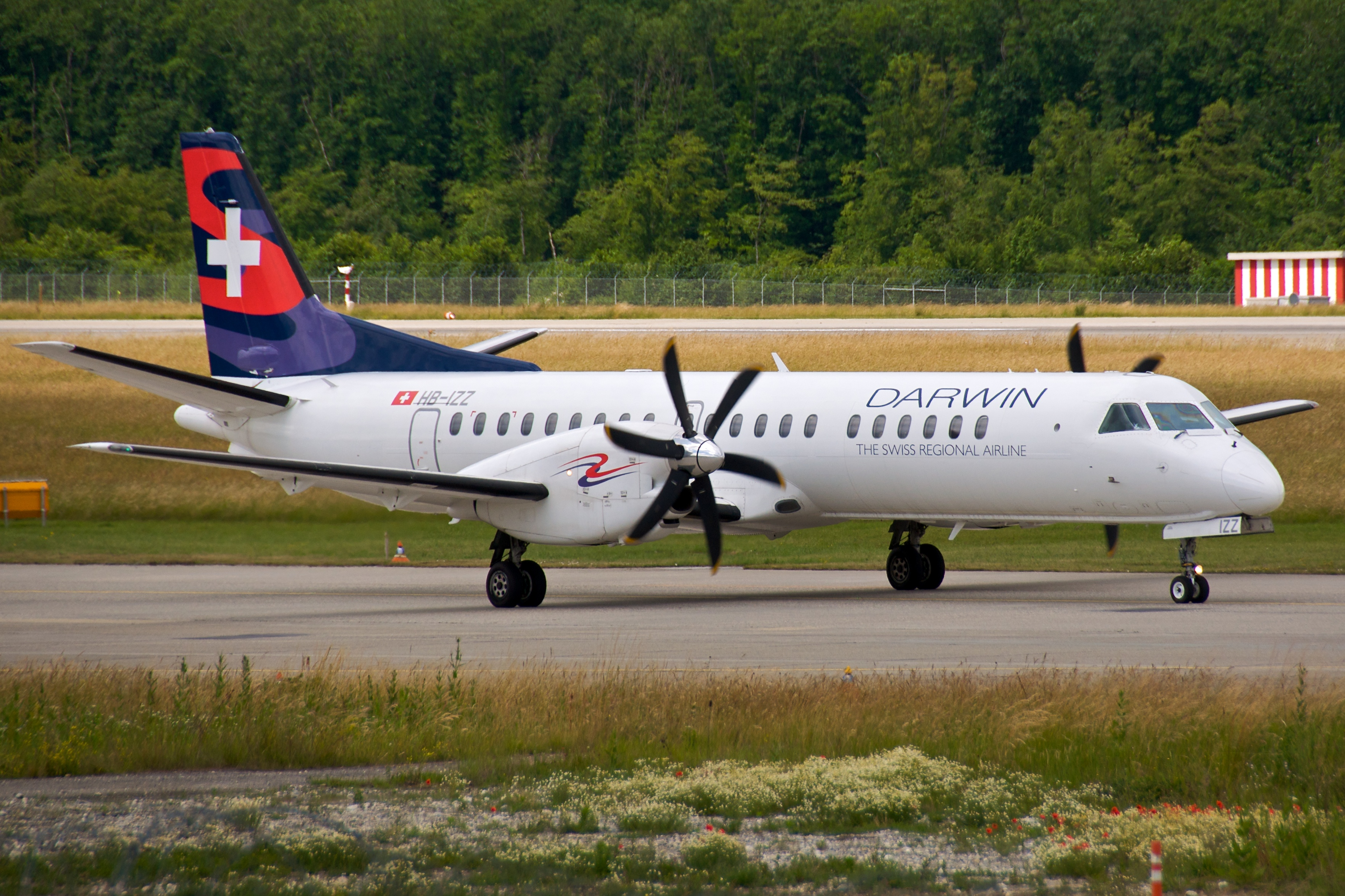
Een Darwin Airline Saab 2000 op Luchthaven Genève

De luchtvaartmaatschappij werd op 12 augustus 2003 gesticht door Moritz Suter, die ook de oprichter was van Crossair, dat later de failliete boedel van Swissair overnam en Swiss International Air Lines werd. Darwin Airline begon op 28 juli 2004 diensten te leveren.
In het begin van 2011 werd de Zwitserse regionale luchtvaartmaatschappij Flybaboo overgenomen door Darwin. Darwin nam alle activiteiten over van Flybaboo. 
Op 17 november 2013 werd bekendgemaakt dat Etihad Airways een derde van de aandelen van Darwin gekocht had. Het resulteerde in een wijziging in de bedrijfsvoering van Darwin. De naam van de maatschappij is daar door gewijzigd naar Etihad Regional operated by Darwin Airline. 

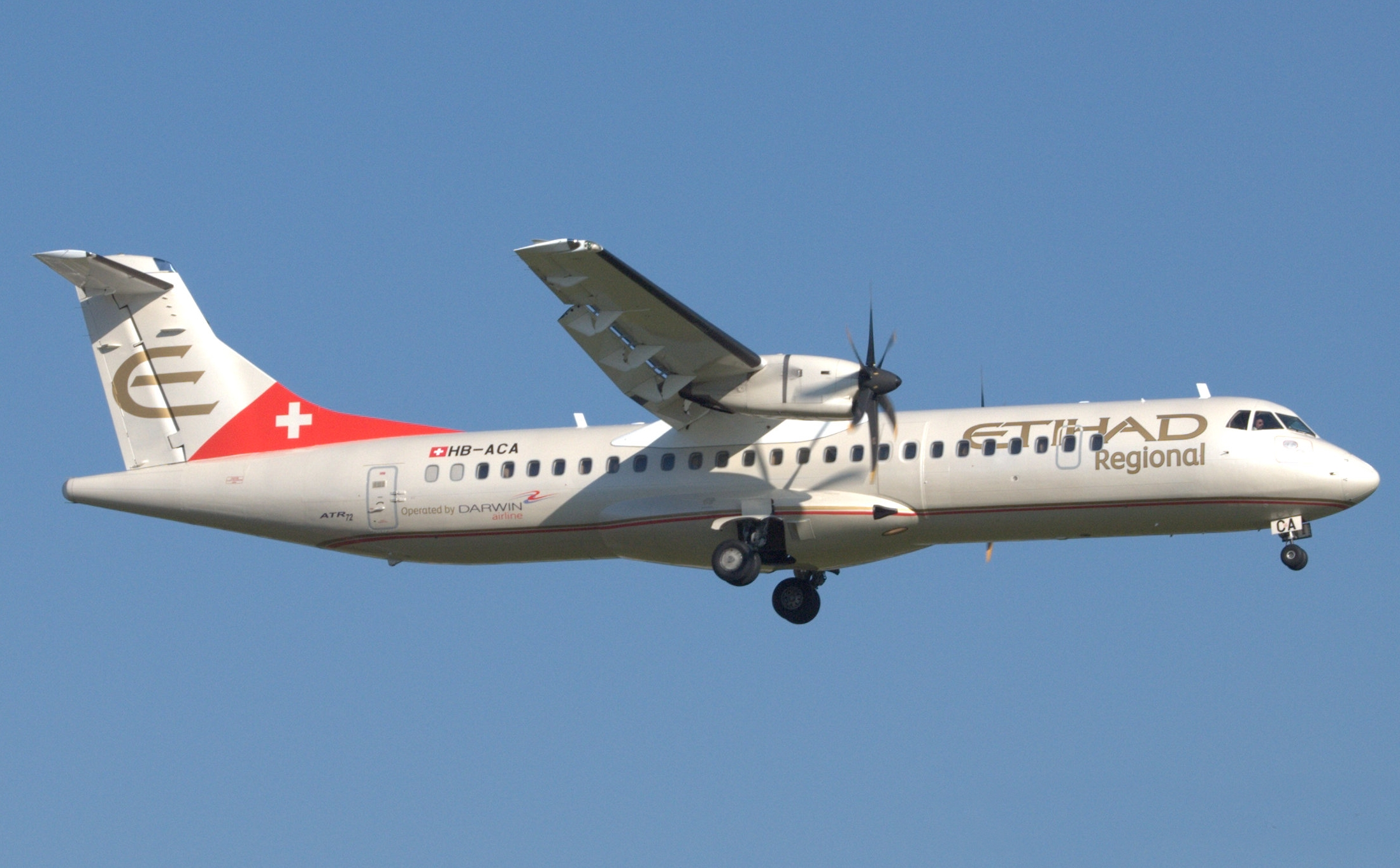
Een Darwin Airline ATR 72 in zijn nieuwe kleuren op Luchthaven Genève

## Luchtvloot
De luchtvloot van Darwin bestond op 11 augustus 2015 uit de volgende 12 toestellen:
- 8 Saab 2000
- 4 ATR 72-500